# Bono-Tekyiman
Bono-Tekyiman fou un regne tributari dels aixantis establert el 1740, després de la conquesta el 1723 del regne de Bono per l'Imperi Aixanti. Els habitants de Bono van fugir en gran part però finalment foren reassentats a Takyiman, al nord-oest de Kumasi, per l'Asantehene, com un regne tributari de l'Imperi Aixanti. El 1874, a l'enfonsament del regne Aixanti el 1874 molts regnes tributaris van deixar de pagar el tribut. El regne es va mantenir com estat tradicional tant sota els britànics com a la Ghana independent

## Reis (Tekyimanhene)
- 1740 - 1782 No consten
- 1782 - 1830 Kyereme Kofi
- 1830 - 1837 Owusu Amprofi
- 1837 - 1851 Ameyaw Kyereme
- 1851 - 1864 Bafuo Twi
- 1864 - 1886 Kwabena Fofie
- 1886 - 1899 Gyako II
- 1899 - 1907 Konkroma
- 1907 - 1927 Yaw Kramo
- 1927 - 1935 Yaw Ameyaw
- 1935 - 1936 Kwasi Twi
- 1936 - 1937 Ameyaw II
- 1937 - 1941 Berempon Kwaku Kyereme
- 1941 - 1943 Kwaku Gyako III
- 1944 - 1961 Akumfi Ameyaw III
- 1962 - 1988 Kwarkye Ameyaw
- 1988 - 1997 vacant
- 1997 - Nana Takyi Ameyaw